# 青溪水库
青溪水库位于中国广东省梅州市大埔县青溪镇汀江干流，以发电为主兼顾航运灌溉功能中型日调节水库。位于三河坝以上32km 处。其上游14千米处建有棉花滩水库。

## 技术概况
坝址多年平均径流量87.4亿m3，多年平均入库流量277m3。
混凝土重力坝。左右岸挡水坝分别长82米和65米，坝顶高程77.3米，最大坝高50.8米。溢流坝长113.5米，堰顶高程55米，6孔宽14米、高18米的弧型钢闸门，面流消能。
百年一遇设计洪水位73.14m，相应洪峰流量1万m3/s，相应库容6949万m3；五百年一遇校核洪水位76.33m，相应洪峰流量12300m3/s，相应库容8470万m3；正常高水位73.00m，相应库容6880万m3。
河床式挡水发电厂房，4台3.6万kW轴流转桨式机组。2002年上游棉花滩水电站水库建成后，梯级运行保证出力2.45万kW，年发电量4.4亿kW·h。
预留船闸位置。其下游的汀江茶阳水电站船闸通航2艘100吨级船舶。

## 历史
原名唐屋水电站。广东省水电设计院规划设计，1985年2月再次提出《广东省青溪水电站工程初步设计》。由广东省水电第二工程局施工。1986年底进场。
施工采用河床一次拦断，上、下游设土石过水围堰，右岸明渠导流方案。围堰最大坝高16m， 堰体采用粘土斜墙防渗，基础采用高压定向喷灌混凝土防渗墙。堰面以混凝土板及钢筋石笼保护， 设计泄量6370立方米/秒，最大堰面流速12m/s。
1994年建成。水电站淹没耕地1642亩，迁移安置人口4900人(含建设期增长数)。 